# CA Chacarita Juniors
Club Atlético Chacarita Juniors, zkráceně CA Chacarita Juniors či Chacarita Juniors, je argentinský fotbalový klub se sídlem v Buenos Aires, stadión Estadio de Chacarita Juniors je ale ve Villa Maipú v aglomeraci Buenos Aires.

## Úspěchy

### Domácí

#### Liga
Primera División (1): 1969 Metropolitano